# مخمور
مخمور (کردی: Mexmûr، عربی: مخمور) شهری در عراق است. این شهر بخشی از منطقه مخمور در استان اربیل(هه‌ولێر) است. قبل از سال ۱۹۹۱ شهرستان مخمور بخشی از استان نینوا بود، اما بعداً بخشی از استان اربیل شد. ساکنان عمده مخمور کردها هستند. در طول بحران سال ۲۰۱۴ داعش , این شهر توسط شبه نظامیان داعش گرفته شد، قبل از اینکه دوباره به دست ترکیبی از نیروهای کرد  به رهبری حزب کارگران کردستان گرفته شود. در پاسخ نیروی نظامی از شهروندان(شبه نظامی) برای دفاع از شهر (در آینده) شروع به کار کرد.